# Алиева, Самая Дадаш кызы
Самая Дадаш кызы Алиева (азерб. Səmayə Dadaş qızı Əliyeva, тал. Samaja Dadaši kina Alijeva; 9 марта 1937, с. Тутапешта, Ленкоранский район — 18 октября 2013, Ленкорань) — советский чаевод, звеньевая колхоза имени Азизбекова Ленкоранского района Азербайджанской ССР, Герой Социалистического Труда (1966).

## Биография
Родилась 9 марта 1937 года в селе Тутапешта Ленкоранского района в семье колхозника. По национальности талышка.
Окончила среднюю школу в селе Тутапешта, Ленкоранский Сельскохозяйственный Техникум.
С 1953 года колхозница, с 1955 года звеньевая совхоза имени Азизбекова, с 1967 года бригадир-чаевод, полевой агроном опытного хозяйства, с 1978 года бригадир овощеводов Ленкоранской машиноиспытательной станции. Получала высокие урожаи чая.
Указом Президиума Верховного Совета СССР от 30 июня 1966 года за успехи, достигнутые в производства и заготовок овощей, плодов, винограда, чайного листа и табака Алиевой Самае Дадаш кызы присвоено звание Героя Социалистического Труда с вручением ордена Ленина и золотой медали «Серп и Молот».
Активно участвовала в общественно-политической жизни страны. Член КПСС с 1963 года. Депутат Верховного Совета СССР 6-го созыва, депутат Верховного Совета Азербайджанской ССР 7-го и 8-го созывов. Делегат 16 съезда ВЛКСМ и 27-29 съездов КП республики, на 28 съезде избрана членом ЦК.
В 2002 году Алиевой была присвоена почетная стипендия Президента Азербайджанской Республики.
Скончалась 18 октября 2013 года в городе Ленкорань.